# Volleyball World Beach Pro Tour
Il Volleyball World Beach Pro Tour è il circuito professionale di beach volley organizzato dalla Fédération Internationale de Volleyball (FIVB).
La sua creazione fu annunciata nell'ottobre 2021 per sostituire in calendario il World tour di beach volley.
Il circuito prevede tre categorie di tornei: Future, Challenge ed Elite 16. La stagione termina con le Finals, a cui sono ammesse le 10 migliori coppie del ranking mondiale.

## Albo d'oro

### Finals maschili
| Stagione | Primi                        | Secondi                      | Terzi                             |
| -------- | ---------------------------- | ---------------------------- | --------------------------------- |
| 2022     | Anders Mol / Christian Sørum | Michał Bryl / Bartosz Łosiak | Paolo Nicolai / Samuele Cottafava |
| 2023     |                              |                              |                                   |

### Finals femminili
| Stagione | Primi                     | Secondi                             | Terzi                     |
| -------- | ------------------------- | ----------------------------------- | ------------------------- |
| 2022     | Sara Hughes / Kelly Cheng | Eduarda Lisboa / Ana Patrícia Ramos | Katja Stam / Raïsa Schoon |
| 2023     |                           |                                     |                           |